# Episodi de Gli specialisti (serie televisiva 1997) (prima stagione)
La prima stagione della serie televisiva Gli specialisti è stata trasmessa in anteprima negli Stati Uniti d'America in syndication tra il 27 settembre 1997 e il 23 maggio 1998.
| nº | Titolo originale      | Titolo italiano | Prima TV USA      | Prima TV Italia |
| -- | --------------------- | --------------- | ----------------- | --------------- |
| 1  | Genesis               |                 | 27 settembre 1997 |                 |
| 2  | Power Corrupts        |                 | 4 ottobre 1997    |                 |
| 3  | Over the Wire         |                 | 11 ottobre 1997   |                 |
| 4  | For Love or Money     |                 | 18 ottobre 1997   |                 |
| 5  | Alpha Dogs            |                 | 25 ottobre 1997   |                 |
| 6  | Broken Play           |                 | 1º novembre 1997  |                 |
| 7  | Collateral Damage     |                 | 8 novembre 1997   |                 |
| 8  | La Mano Negra         |                 | 15 novembre 1997  |                 |
| 9  | Missing in Action     |                 | 22 novembre 1997  |                 |
| 10 | Last Chance           |                 | 24 gennaio 1998   |                 |
| 11 | When the Hammer Falls |                 | 31 gennaio 1998   |                 |
| 12 | Surgical Strike       |                 | 7 febbraio 1998   |                 |
| 13 | Hired Guns            |                 | 14 febbraio 1998  |                 |
| 14 | Déja Vu               |                 | 21 febbraio 1998  |                 |
| 15 | Apres Vu              |                 | 28 febbraio 1998  |                 |
| 16 | Scorned               |                 | 25 aprile 1998    |                 |
| 17 | Tight Spot            |                 | 2 maggio 1998     |                 |
| 18 | Double-Edged Sword    |                 | 9 maggio 1998     |                 |
| 19 | Payback               |                 | 16 maggio 1998    |                 |
| 20 | Top Event             |                 | 23 maggio 1998    |                 |